# Paranagia alboplagiata
Paranagia alboplagiata là một loài bướm đêm trong họ Erebidae.